# Херексур

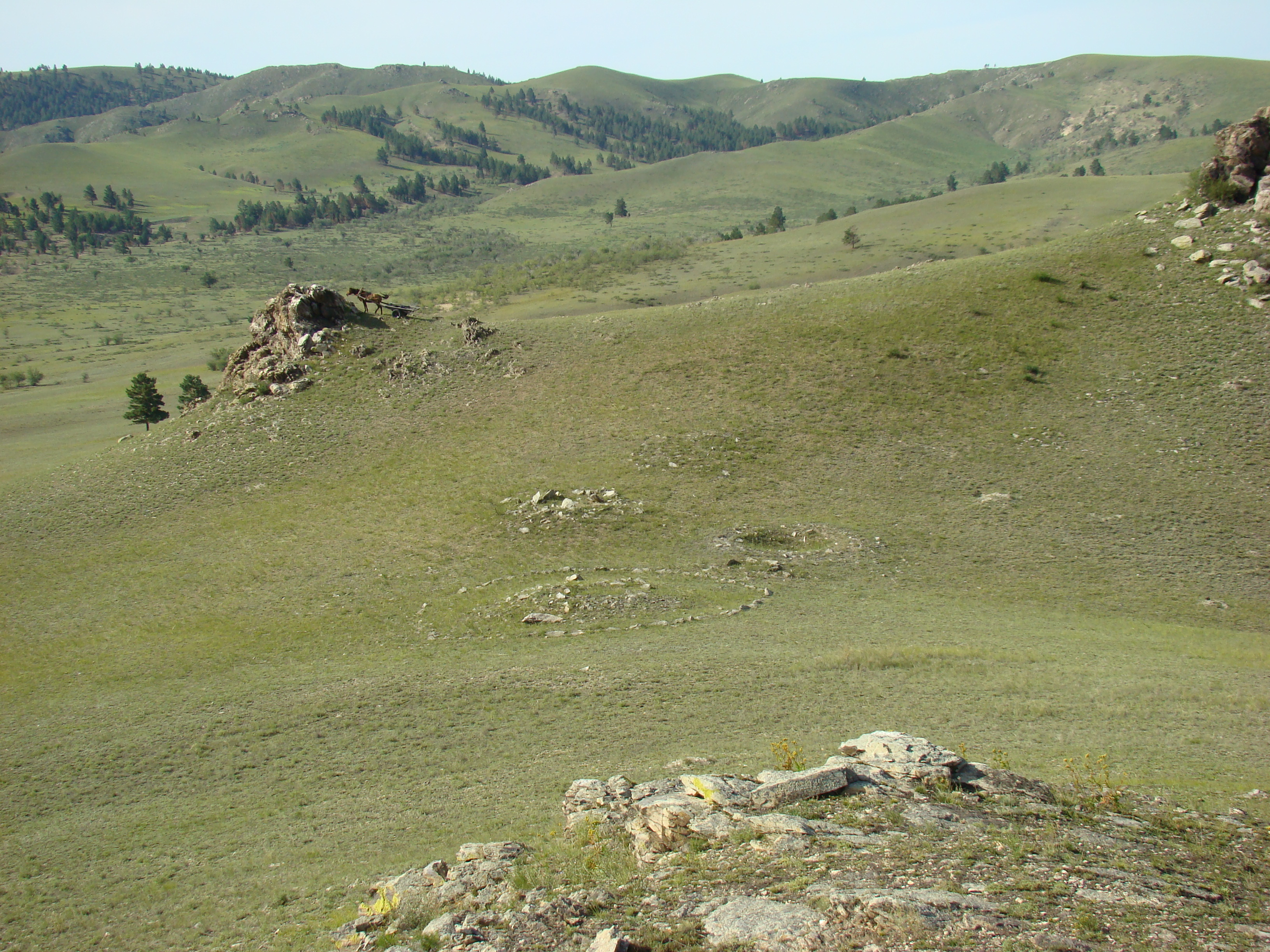
Керексуры могильника в местности Оргойтон близ села Зарубино в Бурятии

Херексу́ры (керексуры; монг. хэрэгсүүр) — древние сооружения (предположительно погребальные) в виде грунтово-каменных насыпей (высотой от одного до трёх метров) на территории Монголии (в том числе Внутренней) и южносибирских регионов России (Алтай, Тува, Забайкалье). Часто сопровождаются позднейшими оленными камнями. Культура керексуров существовала на рубеже позднего бронзового и железного веков (конец II — начало I тыс. до н. э.).
Термин введён в оборот в 1880-х годах Г. Н. Потаниным. Существует несколько версий о происхождении названия, среди которых общее место — двусоставность слова. В народных представлениях дербетов соотносятся с  древними кыргызами.

## Характеристики
Керексуры сложны для исследования, так как различимы только с высоты (а не с равнины, где они обычно находятся) и зачастую имеют значительный диаметр (до 1 км). Вокруг насыпи располагается оградка, выложенная в виде круга (диаметром до 20 метров) или квадрата из камней небольших размеров. Иногда внутри круга камнями выложены цепочки в виде радиально расходящихся лучей («дорожек»). Керексуры сопровождаются небольшими каменными кольцами, выкладками, жертвенниками, погребениями культуры плиточных могил, (позднейшими) оленными камнями. Располагаются одиночно или в группе, на характерных участках рельефа (часто на склонах и у подножия сопок).
Установление функции керексуров и их датировка затруднены тем, что костные останки людей в их пределах обнаруживаются крайне редко (возможно, из-за разграбления в древности). Для радиоуглеродного датирования обычно используются кости погребённых рядом лошадей. На грунте и в неглубоких ямах выявлены захоронения европеоидов.
При раскопках обнаруживаются артефакты разных эпох (начиная с бронзового века). Керексуры датируются более ранним временем, чем захоронения культуры плиточных могил, а именно: временем позднего бронзового века и начальным периодом скифской эпохи. На территории Тувы керексуры создавались в период существования монгун-тайгинской культуры, оставившей погребальные насыпи иного (курганного) типа.
В середине 1980-х годов археолог Ю. С. Худяков выявил сопряженность оленных камней с керексурами на территории Монголии и Забайкалья. На основании этого предложил их объединить в рамках одной культуры, назвав её «культурой херексуров и оленных камней», однако это предложение не получило всеобщей поддержки.

## Создатели керексуров
С керексурами связаны мотивы солнца, колеса, колесницы, которые типичны для скифов и прочих индоиранцев. Археолог М. Е. Килуновская указывает на соответствие керексуров индоиранской структуре раздёленного на отсеки кольца, наиболее хорошо известной на примере Аркаима. На сопровождающих керексуры оленных камнях часто изображены прото-акинаки и иное скифское вооружение. К. Куксин отрицает связь керексуров с монголами, чьи предки пришли в зону их распространения после того, как степь обезлюдела в результате почти столетней засухи.
Радиальная наземная конструкция керексуров могла наследовать кругоплановым городищам синташтинской культуры и предварять конструкцию первого царского кургана скифской эпохи (Аржан-1, X век до н. э.).
Палеогенетиками в захоронениях средней/поздней бронзы определены митохондриальные гаплогруппы A+152+16362, A+152+16362+16189, B5b1, C, C4a1+195, C4a1a1, C4a2a1, C4a2c, C4a2c1, D4, D4b1a2a, D4c1, D4j5, D5a2a, F2a, G2a, G3a, T1a1, U2e1, U5a2d1 и Y-хромосомные гаплогруппы J1a2 (J-P58), R1a1a1b2a2a (R-Z2123), N1c1 (N-L395, N-M46), N1c1a (N-M178), Q1a (Q-M1117; Q-L472), Q1a1 (Q-Y706; Q-F1096), Q1a1 (Q-L475; Q-L53), Q1a2 (Q-L56; Q-M346), Q1a2a1 (Q-L54), Q1a2a1c (Q-L334; Q-L330).